# 4 Horas de Silverstone 2019
Las 4 Horas de Silverstone de 2019 fue una carrera de resistencia, disputada en el Circuito de Silverstone, Northamptonshire, Inglaterra. La carrera se disputó el 1 de septiembre de 2019 siendo la primera ronda de la temporada 2019-20 del Campeonato Mundial de Resistencia de la FIA. Fue la primera carrera en formato de 4 horas de duración en la categoría.
La carrera fue vencida por el automóvil número 7 de Toyota Gazoo Racing, conducido por los pilotos Mike Conway, Kamui Kobayashi y José María López.

## Clasificación
Las pole positions de cada clase están marcadas en negrita.
| Pos. | Categoría | N.° | Escudería             | Tiempo     | Dif.    | Parrilla |
| ---- | --------- | --- | --------------------- | ---------- | ------- | -------- |
| 1    | LMP1      | 7   | Toyota Gazoo Racing   | 1:36.015   | —       | 1        |
| 2    | LMP1      | 8   | Toyota Gazoo Racing   | 1:36.315   | +0.300  | 2        |
| 3    | LMP1      | 1   | Rebellion Racing      | 1:36.560   | +0.545  | 3        |
| 4    | LMP1      | 3   | Rebellion Racing      | 1:37.024   | +1.009  | 4        |
| 5    | LMP1      | 6   | Team LNT              | 1:37.220   | +1.205  | 5        |
| 6    | LMP1      | 5   | Team LNT              | 1:37.464   | +1.449  | 6        |
| 7    | LMP2      | 26  | Racing Team Nederland | 1:40.948   | +4.933  | 7        |
| 8    | LMP2      | 22  | United Autosport      | 1:41.683   | +5.668  | 8        |
| 9    | LMP2      | 37  | Jackie Chan DC Racing | 1:41.976   | +5.961  | 9        |
| 10   | LMP2      | 42  | Cool Racing           | 1:42.017   | +6.002  | 10       |
| 11   | LMP2      | 36  | Signatech Alpine ELF  | 1:42.216   | +6.201  | 11       |
| 12   | LMP1      | 33  | High Class Racing     | 1:42.414   | +6.399  | 12       |
| 13   | LMP2      | 38  | JOTA                  | 1:42.885   | +6.870  | 13       |
| 14   | LMP2      | 47  | Cetilar Racing        | 1:43.363   | +7.348  | 14       |
| 15   | LMGTE Pro | 51  | AF Corse              | 1:54.171   | +18.156 | 15       |
| 16   | LMGTE Pro | 71  | AF Corse              | 1:54.302   | +18.287 | 16       |
| 17   | LMGTE Pro | 97  | Aston Martin Racing   | 1:54.992   | +18.977 | 17       |
| 18   | LMGTE Pro | 91  | Porsche GT Team       | 1:55.067   | +19.052 | 18       |
| 19   | LMGTE Pro | 95  | Aston Martin Racing   | 1:55.149   | +19.134 | 19       |
| 20   | LMGTE Pro | 92  | Porsche GT Team       | 1:55.493   | +19.478 | 20       |
| 21   | LMGTE Am  | 90  | TF Sport              | 1:56.034   | +20.019 | 21       |
| 22   | LMGTE Am  | 56  | Team Project 1        | 1:56.371   | +20.356 | 22       |
| 23   | LMGTE Am  | 98  | Aston Martin Racing   | 1:56.469   | +20.454 | 23       |
| 24   | LMGTE Am  | 83  | AF Corse              | 1:56.489   | +20.474 | 24       |
| 25   | LMGTE Am  | 54  | AF Corse              | 1:56.742   | +20.727 | 25       |
| 26   | LMGTE Am  | 77  | Dempsey-Proton Racing | 1:57.351   | +21.336 | 26       |
| 27   | LMGTE Am  | 88  | Dempsey-Proton Racing | 1:57.507   | +21.492 | 27       |
| 28   | LMGTE Am  | 62  | Red River Sport       | 1:57.934   | +21.919 | 28       |
| 29   | LMGTE Am  | 86  | Gulf Racing           | 1:58.199   | +22.184 | 29       |
| 30   | LMGTE Am  | 70  | MR Racing             | 1:58.336   | +22.321 | 30       |
| 31   | LMGTE Am  | 57  | Team Project 1        | Sin tiempo | —       | 31       |

Fuente: FIA WEC.

## Carrera
Resultados por clase
| Pos. general | Pos. clase | Clase     | N.° | Escudería             | Pilotos                                                  | Automóvil                | Vueltas | Tiempo/Retirado | Campeonato | Campeonato |
| Pos. general | Pos. clase | Clase     | N.° | Escudería             | Pilotos                                                  | Automóvil                | Vueltas | Tiempo/Retirado | Pos.       | Puntos     |
| LMP          | LMP        | LMP       | LMP | LMP                   | LMP                                                      | LMP                      | LMP     | LMP             | LMP        | LMP        |
| ------------ | ---------- | --------- | --- | --------------------- | -------------------------------------------------------- | ------------------------ | ------- | --------------- | ---------- | ---------- |
| 1            | 1          | LMP1      | 7   | Toyota Gazoo Racing   | Mike Conway Kamui Kobayashi José María López             | Toyota TS050 Hybrid      | 129     | 4:00:57.709     | 1          | 25         |
| 2            | 2          | LMP1      | 8   | Toyota Gazoo Racing   | Sébastien Buemi Kazuki Nakajima Brendon Hartley          | Toyota TS050 Hybrid      | 129     | +1.901          | 2          | 18         |
| 3            | 3          | LMP1      | 3   | Rebellion Racing      | Nathanaël Berthon Pipo Derani Loïc Duval                 | Rebellion R13-Gibson     | 128     | +1 vuelta       | 3          | 15         |
| 4            | 4          | LMP1      | 5   | Team LNT              | Charles Robertson Ben Hanley Egor Orudzhev               | Ginetta G60-LT-P1-AER    | 124     | +5 vueltas      | 4          | 12         |
| 5            | 1          | LMP2      | 42  | Cool Racing           | Nicolas Lapierre Antonin Borga Alexandre Coigny          | Oreca 07-Gibson          | 124     | +5 vueltas      | 5          | 10         |
| 6            | 2          | LMP2      | 36  | Signatech Alpine ELF  | Thomas Laurent André Negrão Pierre Ragues                | Alpine A470-Gibson       | 124     | +5 vueltas      | 6          | 8          |
| 7            | 3          | LMP2      | 29  | Racing Team Nederland | Frits van Eerd Giedo van der Garde Job Van Uitert        | Oreca 07-Gibson          | 124     | +5 vueltas      | 7          | 6          |
| 8            | 4          | LMP2      | 37  | Jackie Chan DC Racing | Ho-Pin Tung Gabriel Aubry Will Stevens                   | Oreca 07-Gibson          | 124     | +5 vueltas      | 8          | 4          |
| 9            | 5          | LMP2      | 38  | JOTA                  | Roberto González António Félix da Costa Anthony Davidson | Oreca 07-Gibson          | 124     | +5 vueltas      | 9          | 2          |
| 10           | 5          | LMP1      | 1   | Rebellion Racing      | Bruno Senna Gustavo Menezes Norman Nato                  | Rebellion R13-Gibson     | 123     | +6 vueltas      | 10         | 1          |
| 11           | 6          | LMP2      | 47  | Cetilar Racing        | Roberto Lacorte Andrea Belicchi Giorgio Sernagiotto      | Dallara P217-Gibson      | 122     | +7 vueltas      | 11         | 0.5        |
| 12           | 7          | LMP2      | 33  | High Class Racing     | Mark Patterson Kenta Yamashita Anders Fjordbach          | Oreca 07-Gibson          | 122     | +7 vueltas      | 12         | 0.5        |
| 28           | 6          | LMP1      | 6   | Team LNT              | Michael Simpson Oliver Jarvis Guy Smith                  | Ginetta G60-LT-P1-AER    | 112     | +17 vueltas     | 13         | 0.5        |
| Ret          | Ret        | LMP2      | 22  | United Autosport      | Philip Hanson Filipe Albuquerque Paul Di Resta           | Oreca 07-Gibson          | 2       | Retirado        | Ret        | Ret        |
| LMP2         |            |           |     |                       |                                                          |                          |         |                 |            |            |
| 5            | 1          | LMP2      | 42  | Cool Racing           | Nicolas Lapierre Antonin Borga                           | Oreca 07-Gibson          | 124     | 4:01:22.238     | 1          | 25         |
| 6            | 2          | LMP2      | 36  | Signatech Alpine ELF  | Thomas Laurent André Negrão Pierre Ragues                | Alpine A470-Gibson       | 124     | +49.311         | 2          | 18         |
| 7            | 3          | LMP2      | 29  | Racing Team Nederland | Frits van Eerd Giedo van der Garde Job Van Uitert        | Oreca 07-Gibson          | 124     | +51.733         | 3          | 15         |
| 8            | 4          | LMP2      | 37  | Jackie Chan DC Racing | Ho-Pin Tung Gabriel Aubry Will Stevens                   | Oreca 07-Gibson          | 124     | +58.972         | 4          | 12         |
| 9            | 5          | LMP2      | 38  | JOTA                  | Roberto González António Félix da Costa                  | Oreca 07-Gibson          | 124     | +59.457         | 5          | 10         |
| 11           | 6          | LMP2      | 47  | Cetilar Racing        | Roberto Lacorte Andrea Belicchi Giorgio Sernagiotto      | Dallara P217-Gibson      | 122     | +2 vueltas      | 6          | 8          |
| 12           | 7          | LMP2      | 33  | High Class Racing     | Mark Patterson Kenta Yamashita Anders Fjordbach          | Oreca 07-Gibson          | 122     | +2 vueltas      | 7          | 6          |
| Ret          | Ret        | LMP2      | 22  | United Autosport      | Philip Hanson Filipe Albuquerque Paul Di Resta           | Oreca 07-Gibson          | 2       | Retirado        | Ret        | Ret        |
| LMGTE        |            |           |     |                       |                                                          |                          |         |                 |            |            |
| Pos. general | Pos. clase | Clase     | N.° | Escudería             | Pilotos                                                  | Automóvil                | Vueltas | Tiempo/Retirado | Campeonato | Campeonato |
| Pos. general | Pos. clase | Clase     | N.° | Escudería             | Pilotos                                                  | Automóvil                | Vueltas | Tiempo/Retirado | Pos.       | Puntos     |
| 13           | 1          | LMGTE Pro | 91  | Porsche GT Team       | Gianmaria Bruni Richard Lietz                            | Porsche 911 RSR - 19     | 115     | 4:01:15.704     | 1          | 25         |
| 14           | 2          | LMGTE Pro | 92  | Porsche GT Team       | Michael Christensen Kévin Estre                          | Porsche 911 RSR - 19     | 115     | +3.802          | 2          | 18         |
| 15           | 3          | LMGTE Pro | 97  | Aston Martin Racing   | Alex Lynn Maxime Martin                                  | Aston Martin Vantage AMR | 115     | +6.286          | 3          | 15         |
| 16           | 4          | LMGTE Pro | 51  | AF Corse              | James Calado Alessandro Pier Guidi                       | Ferrari 488 GTE EVO      | 115     | +16.054         | 4          | 12         |
| 17           | 5          | LMGTE Pro | 95  | Aston Martin Racing   | Marco Sørensen Nicki Thiim                               | Aston Martin Vantage AMR | 114     | +1 vuelta       | 5          | 10         |
| 18           | 1          | LMGTE Am  | 83  | AF Corse              | François Perrodo Emmanuel Collard Nicklas Nielsen        | Ferrari 488 GTE EVO      | 114     | +1 vuelta       | 6          | 8          |
| 19           | 2          | LMGTE Am  | 98  | Aston Martin Racing   | Paul Dalla Lana Darren Turner Ross Gunn                  | Aston Martin Vantage AMR | 113     | +2 vueltas      | 7          | 6          |
| 20           | 3          | LMGTE Am  | 70  | MR Racing             | Motoaki Ishikawa Olivier Beretta Kei Cozzolino           | Ferrari 488 GTE EVO      | 113     | +2 vueltas      | 8          | 4          |
| 21           | 4          | LMGTE Am  | 86  | Gulf Racing           | Michael Wainwright Andrew Watson Benjamin Barker         | Porsche 911 RSR          | 113     | +2 vueltas      | 9          | 2          |
| 22           | 5          | LMGTE Am  | 77  | Dempsey-Proton Racing | Christian Ried Matt Campbell Riccardo Pera               | Porsche 911 RSR          | 113     | +2 vueltas      | 10         | 1          |
| 23           | 6          | LMGTE Am  | 56  | Team Project 1        | Egidio Perfetti David Heinemeier Hansson Matteo Cairoli  | Porsche 911 RSR          | 113     | +2 vueltas      | 11         | 0.5        |
| 24           | 7          | LMGTE Am  | 90  | TF Sport              | Salih Yoluç Charlie Eastwood Jonathan Adam               | Aston Martin Vantage AMR | 113     | +2 vueltas      | 12         | 0.5        |
| 25           | 8          | LMGTE Am  | 62  | Red River Sport       | Bonamy Grimes Johnny Mowlem Charles Hollings             | Ferrari 488 GTE EVO      | 113     | +2 vueltas      | 13         | 0.5        |
| 26           | 9          | LMGTE Am  | 54  | AF Corse              | Thomas Flohr Francesco Castellacci Giancarlo Fisichella  | Ferrari 488 GTE EVO      | 113     | +2 vueltas      | 14         | 0.5        |
| 27           | 10         | LMGTE Am  | 57  | Team Project 1        | Ben Keating Felipe Fraga Jeroen Bleekemolen              | Porsche 911 RSR          | 112     | +3 vueltas      | 15         | 0.5        |
| 29           | 11         | LMGTE Am  | 88  | Dempsey-Proton Racing | Thomas Preining Gianluca Giraudi Ricardo Sánchez         | Porsche 911 RSR          | 111     | +4 vueltas      | 16         | 0.5        |
| Ret          | Ret        | LMGTE Pro | 71  | AF Corse              | Davide Rigon Miguel Molina                               | Ferrari 488 GTE EVO      | 54      | Retirado        | Ret        | Ret        |
| LMGTE Am     |            |           |     |                       |                                                          |                          |         |                 |            |            |
| 18           | 1          | LMGTE Am  | 83  | AF Corse              | François Perrodo Emmanuel Collard Nicklas Nielsen        | Ferrari 488 GTE EVO      | 114     | 4:02:44.660     | 1          | 25         |
| 19           | 2          | LMGTE Am  | 98  | Aston Martin Racing   | Paul Dalla Lana Darren Turner Ross Gunn                  | Aston Martin Vantage AMR | 113     | +1 vuelta       | 2          | 18         |
| 20           | 3          | LMGTE Am  | 70  | MR Racing             | Motoaki Ishikawa Olivier Beretta Kei Cozzolino           | Ferrari 488 GTE EVO      | 113     | +1 vuelta       | 3          | 15         |
| 21           | 4          | LMGTE Am  | 86  | Gulf Racing           | Michael Wainwright Andrew Watson Benjamin Barker         | Porsche 911 RSR          | 113     | +1 vuelta       | 4          | 12         |
| 22           | 5          | LMGTE Am  | 77  | Dempsey-Proton Racing | Christian Ried Matt Campbell Riccardo Pera               | Porsche 911 RSR          | 113     | +1 vuelta       | 5          | 10         |
| 23           | 6          | LMGTE Am  | 56  | Team Project 1        | Egidio Perfetti David Heinemeier Hansson Matteo Cairoli  | Porsche 911 RSR          | 113     | +1 vuelta       | 6          | 8          |
| 24           | 7          | LMGTE Am  | 90  | TF Sport              | Salih Yoluç Charlie Eastwood Jonathan Adam               | Aston Martin Vantage AMR | 113     | +1 vuelta       | 7          | 6          |
| 25           | 8          | LMGTE Am  | 62  | Red River Sport       | Bonamy Grimes Johnny Mowlem Charles Hollings             | Ferrari 488 GTE EVO      | 113     | +1 vuelta       | 8          | 4          |
| 26           | 9          | LMGTE Am  | 54  | AF Corse              | Thomas Flohr Francesco Castellacci Giancarlo Fisichella  | Ferrari 488 GTE EVO      | 113     | +1 vuelta       | 9          | 2          |
| 27           | 10         | LMGTE Am  | 57  | Team Project 1        | Ben Keating Felipe Fraga Jeroen Bleekemolen              | Porsche 911 RSR          | 112     | +2 vueltas      | 10         | 1          |
| 29           | 11         | LMGTE Am  | 88  | Dempsey-Proton Racing | Thomas Preining Gianluca Giraudi Ricardo Sánchez         | Porsche 911 RSR          | 111     | +3 vueltas      | 11         | 0.5        |

Fuentes: FIA WEC.